# 케이시 케이젬
케이시 케이섬(Casey Kasem, 영어 발음: /ˈkeɪsəm/, 1932년 4월 27일 ~ 2014년 6월 15일)은 미국의 디스크자키, 성우, 배우이다.